# Rajon Strășeni
Der Rajon Strășeni ist ein Rajon in der Republik Moldau. Die Rajonshauptstadt ist Strășeni.

## Geographie
Der Rajon liegt im Zentrum des Landes. Die Nachbarbezirke sind Călărași, Criuleni, Hîncești Ialoveni, Nisporeni und Orhei sowie das Munizipium Chișinău.
Neben der Hauptstadt besitzt Bucovăț das Stadtrecht, das übrige Gebiet des Rajons ist auf ländliche Gemeinden verteilt. Das Naturschutzgebiet Codrii in der Nähe von Lozova ist mit Gründungsjahr 1971 das älteste Naturschutzgebiet Moldaus.

## Geschichte
Der Rajon Strășeni besteht seit 2003. Bis Februar 2003 gehörte das Gebiet gemeinsam mit den heutigen Rajons Anenii Noi, Criuleni und Ialoveni zum inzwischen aufgelösten Kreis Chișinău (Județul Chișinău).

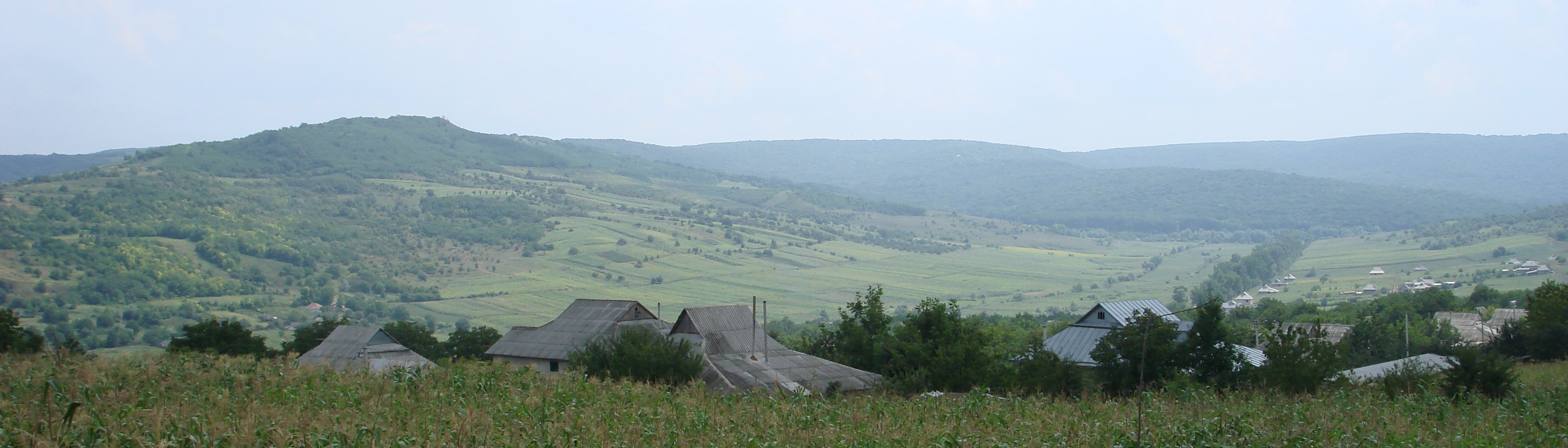
Landschaft bei Lozova im Rajon Strășeni

## Bevölkerung

### Bevölkerungsentwicklung
1959 lebten im Gebiet des heutigen Rajons 75.592 Einwohner. In den darauf folgenden Jahrzehnten stieg die Zahl der Einwohner kontinuierlich an: von 85.376 im Jahr 1970 über 88.723 im Jahr 1979 bis zu 92.086 im Jahr 1989. Bis 2004 sank wie in ganz Moldau die Bevölkerungszahl des Rajons, die in jenem Jahr 88.900 betrug. Bis 2014 sank sie weiter auf 82.675.

### Volksgruppen
Laut der Volkszählung 2004 stellen die Moldauer mit 93,8 % die anteilsmäßig mit Abstand größte Volksgruppe, während sich landesweit 75,8 % als Moldauer bezeichneten. Die nationalen Minderheiten im Rajon Strășeni bilden die Rumänen mit 2,9 %, die Russen mit 1,8 %, die Ukrainer mit 1,1 % sowie die Gagausen und Bulgaren mit jeweils 0,1 %.

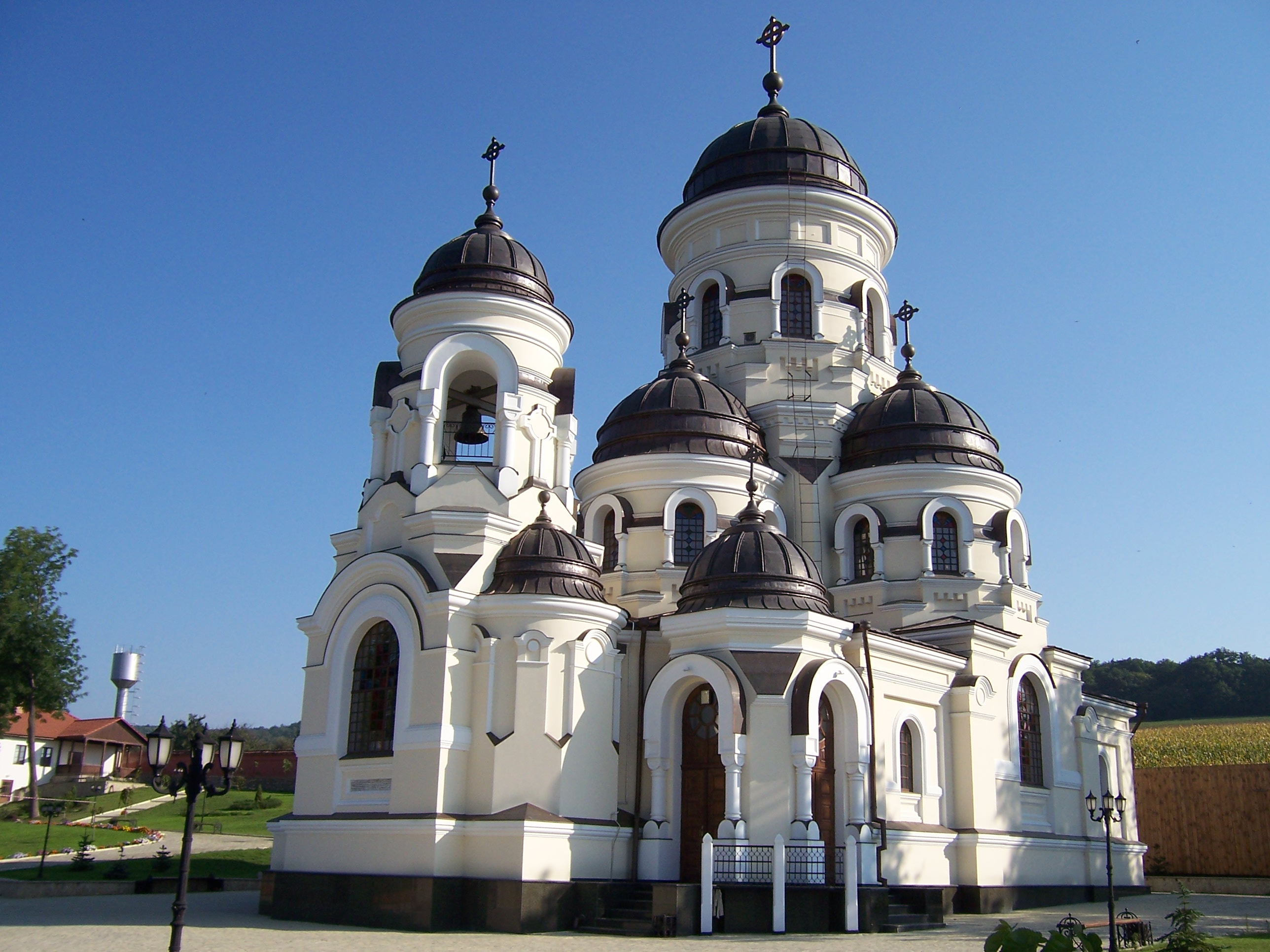
Mariä-Himmelfahrt-Kirche des Klosters Căpriana

## Kultur und Sehenswürdigkeiten
Im Rajon Strășeni steht mit dem Sendemast Strășeni das höchste Bauwerk Moldaus.
Das Anfang des 15. Jahrhunderts gegründete Kloster Căpriana ist eines der ältesten Klöster Moldaus. Das ursprünglich aus Holz erbaute Kloster erhielt unter dem Woiwoden Ștefan cel Mare erstmals eine steinerne Kirche. In der kommunistischen Zeit jahrzehntelang geschlossen, wurde es in den Jahren 2003 bis 2005 umfangreich restauriert.